# Аптамер
Аптамеры — олигонуклеотидные или пептидные молекулы, специфически связывающиеся с определёнными молекулами-мишенями. Обычно аптамеры получают выбором из больших произвольных библиотек методом SELEX, но также существуют природные аптамеры в рибопереключателях. Они могут использоваться как для фундаментальных исследований, так и в медицинских приложениях (макромолекулярные лекарственные препараты, антивирусные препараты и т.д.).
Аптамеры могут быть использованы в следующих исследовательских, диагностических и терапевтических задачах:
1. Для детекции различных молекул-мишеней, как в научных, так и в диагностических задачах. Они могут заменить антитела в Вестерн-блоттинге, во флуоресцентной гибридизации in situ и в методе ELISA.
2. Перспективным для диагностики форматом является создание чипов со множеством аптамеров и возможностью одновременной детекции многих белков.[2][3][4][5]
3. Для аффинной очистки молекул-мишеней.
4. Для эффективного и специфичного ингибирования белков-мишеней. Такое ингибирование может быть использовано как в исследовательских целях, так и для создания новых лекарств.[6][7] Некоторые такие лекарства уже находятся на стадии клинических испытаний.
5. Перспективным направлением использования аптамеров является направленный транспорт лекарств. Аптамеры в этом случае определяют адресность доставки (targeting ligands).

### ДНК-аптамеры
Пространственная структура ДНК-аптамеров чаще всего представлена G-квадруплексами из 2, реже 3, G-квартетов. Образование связи аптамера с молекулой-мишенью может быть осуществлено различными способами, например с помощью водородных связей между белком и водородами петель квадруплекса.
Были найдены и отобраны ДНК-аптамеры, способные с высокой аффинностью и специфичностью связываться с активным сайтом тромбина, таким образом препятствуя дальнейшей активации фибриногена и затормаживая каскад свертывания крови.